# Raisa Katyukova-Smekhnova
Raisa Katyukova-Smekhnova (née le 16 septembre 1950 à Kaltan) est une athlète russe spécialiste du marathon et du cross-country.

## Carrière

### Palmarès
| Date | Compétition                    | Lieu       | Résultat | Épreuve    | Performance     |
| ---- | ------------------------------ | ---------- | -------- | ---------- | --------------- |
| 1977 | Championnats du monde de cross | Düsseldorf | 6e       | Cross long | 17 min 46 s     |
| 1979 | Championnats du monde de cross | Limerick   | 2e       | Cross long | 17 min 14 s     |
| 1982 | Championnats du monde de cross | Rome       | 8e       | Cross long | 14 min 55 s 5   |
| 1983 | Championnats du monde          | Helsinki   | 2e       | Marathon   | 2 h 31 min 13 s |
| 1988 | Jeux olympiques d'été          | Séoul      | 16e      | Marathon   | 2 h 33 min 19 s |

### Records
| Épreuve  | Performance     | Lieu     | Date        |
| -------- | --------------- | -------- | ----------- |
| Marathon | 2 h 31 min 13 s | Helsinki | 7 août 1983 |